# Begraafplaats Onze-Lieve-Vrouw-Waver

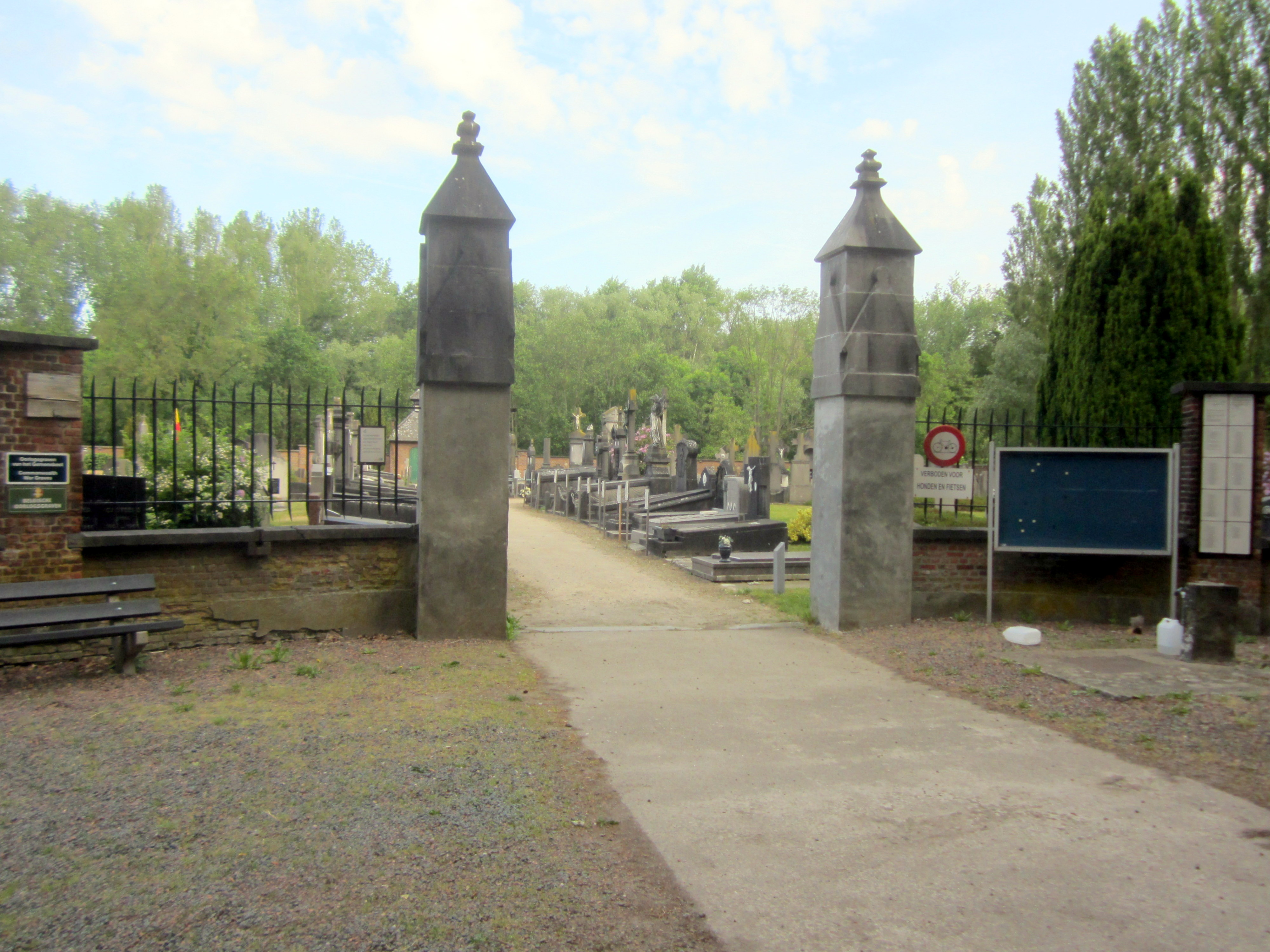
Ingang van OLV-Waver in 2022

De gemeentelijke begraafplaats Onze-Lieve-Vrouw-Waver (kortweg O.-L.-V.-Waver) is een Belgische plattelandsbegraafplaats aan de Kerkhoflei in deelgemeente Onze-Lieve-Vrouw-Waver van Sint-Katelijne Waver, provincie Antwerpen. Deze historische begraafplaats is in 1906 aangelegd naar ontwerp van provinciaal bouwmeester Eduard Careels.
De begraafplaats een van de laatste in de wijde omgeving met nog volledig intacte hoofdgangen en is een voorbeeld van een 20e-eeuwse landelijke begraafplaats met grafmonumenten in blauwe hardsteen, voorzien van funerair symboliek.

## Ontwerp

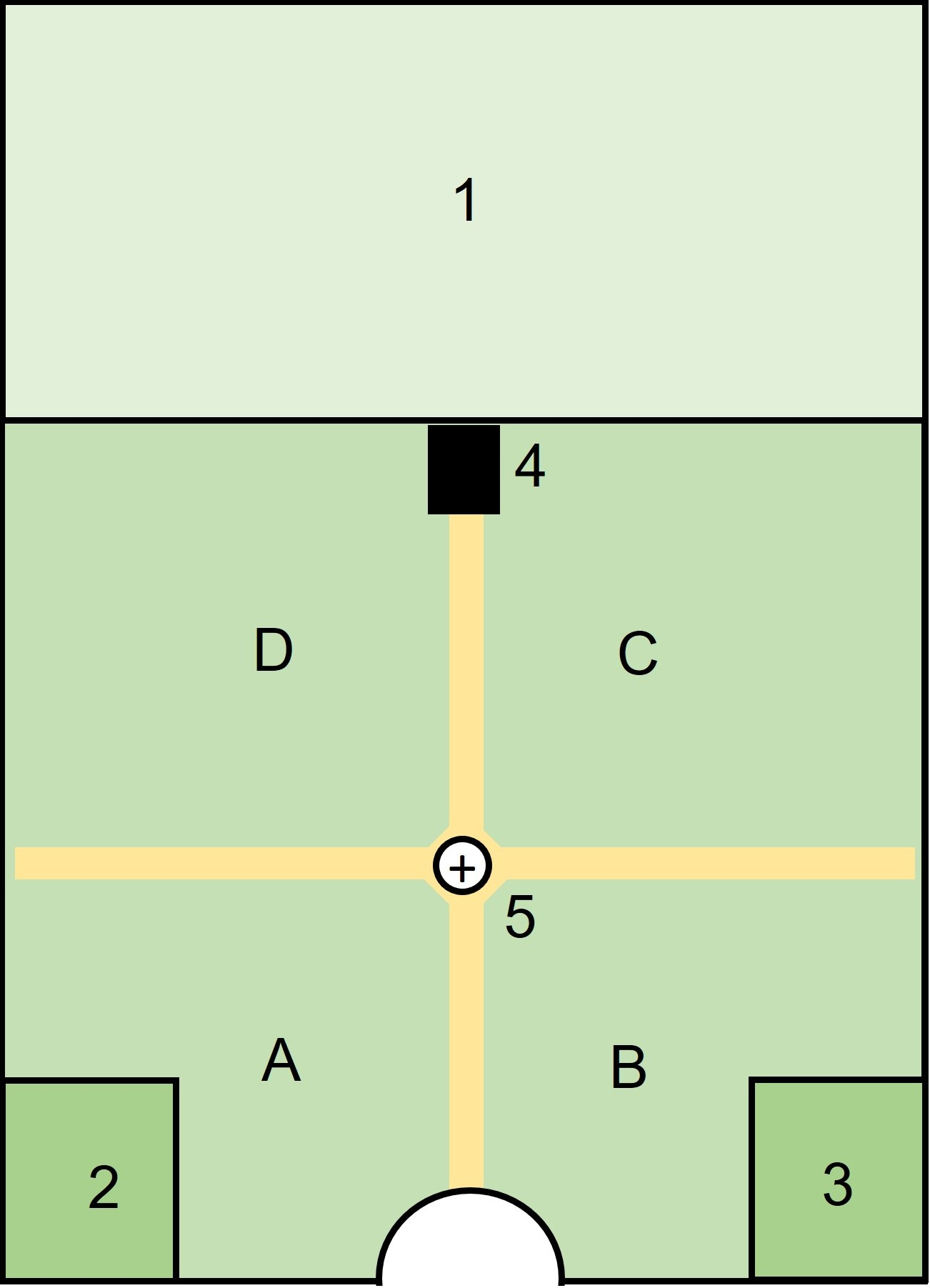
Plattegrond van begraafplaats O.L.V.-Waver, zoals ontworpen door Careels.
1: te verhuren grond
2: perk zusters Ursulinen
3: perk Gasthuiszusters
4: Dodenhuisje
5: Calverie
A B C D: begraafperken

Eduard Careels voorzag voor de begraafplaats een vierkante vorm met een zijde van 80 meter, verdeeld in vier vakken. Mogelijk verwees hij symbolisch naar het vierslagstelsel – het jaarlijks afwisselen van de teelt van gewassen – dat sedert de 16e eeuw in de landbouw en ook te Onze-Lieve-Vrouw-Waver werd toegepast.
Het geheel werd ommuurd zoals voorzien in het keizerlijk decreet van Jozef II uit 1784. Aan de hoofdingang vormt de muur een halve cirkel met boven het laaggedeelte ijzeren grillen waardoor het geheel luchtig overkomt; en een poort als afsluiting overeenkomstig het decreet.

### Calvarie

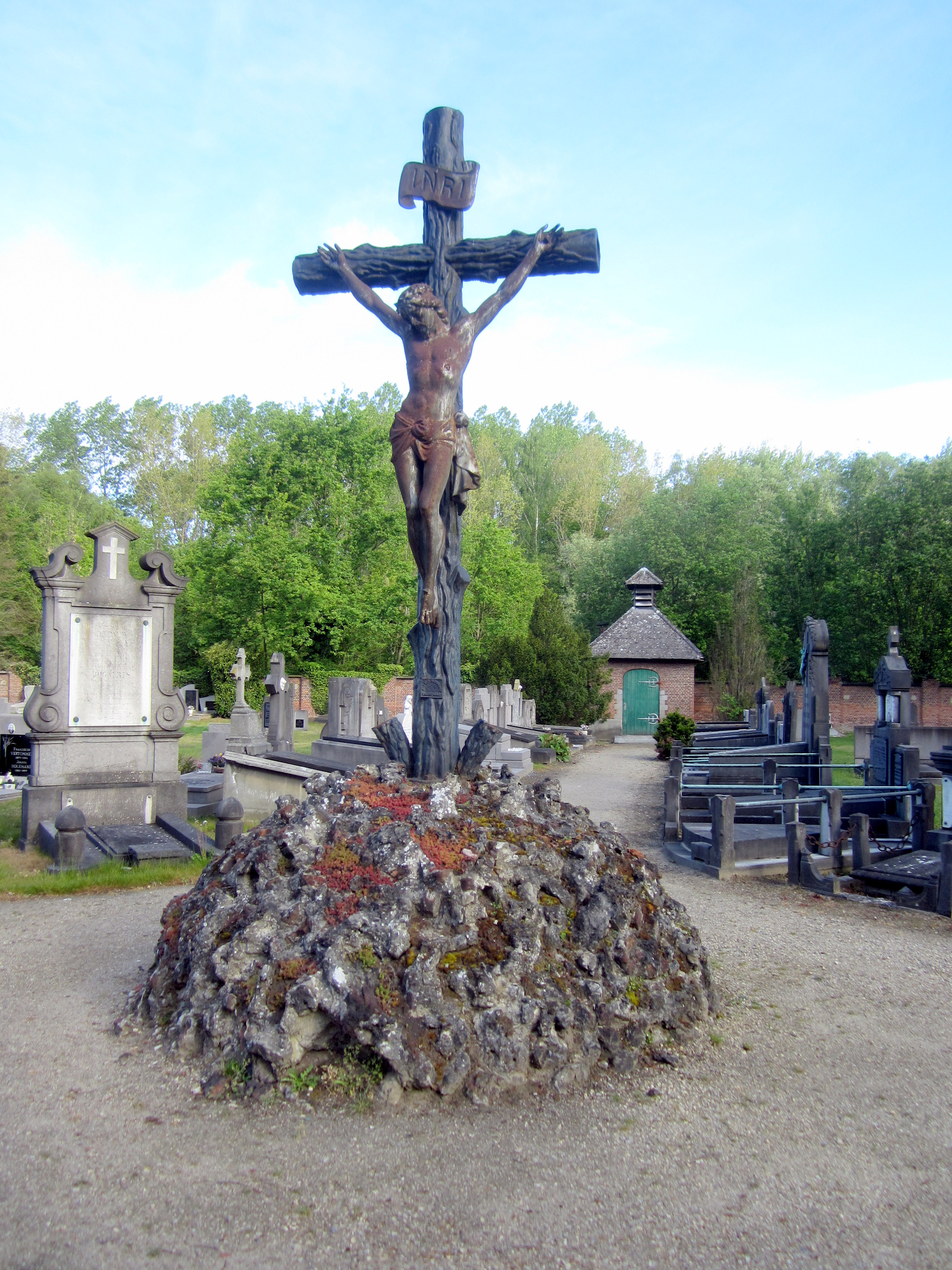
De calvarie

Zoals eveneens voorzien in het keizerlijk decreet moest een begraafplaats voorzien zijn van een kruisbeeld. Careels voorzag op het centrale punt een calvarieberg in cement-rustiek met een gekruisigde Christus. Het kruis en het Christusbeeld werden uitgevoerd door de werkplaats van Jos Van Aerschot uit Herentals, een zoon van August Van Aerschot die de calvarie in de Engelse tuin van de Ursulinen maakte. De rotsformatie is voorzien van uitsparingen voor beplanting met rotsplantjes zoals Sedum Acre, in de volksmond ‘muurpeper’ of ‘rijstpap’ genoemd.

### Dodenhuisje

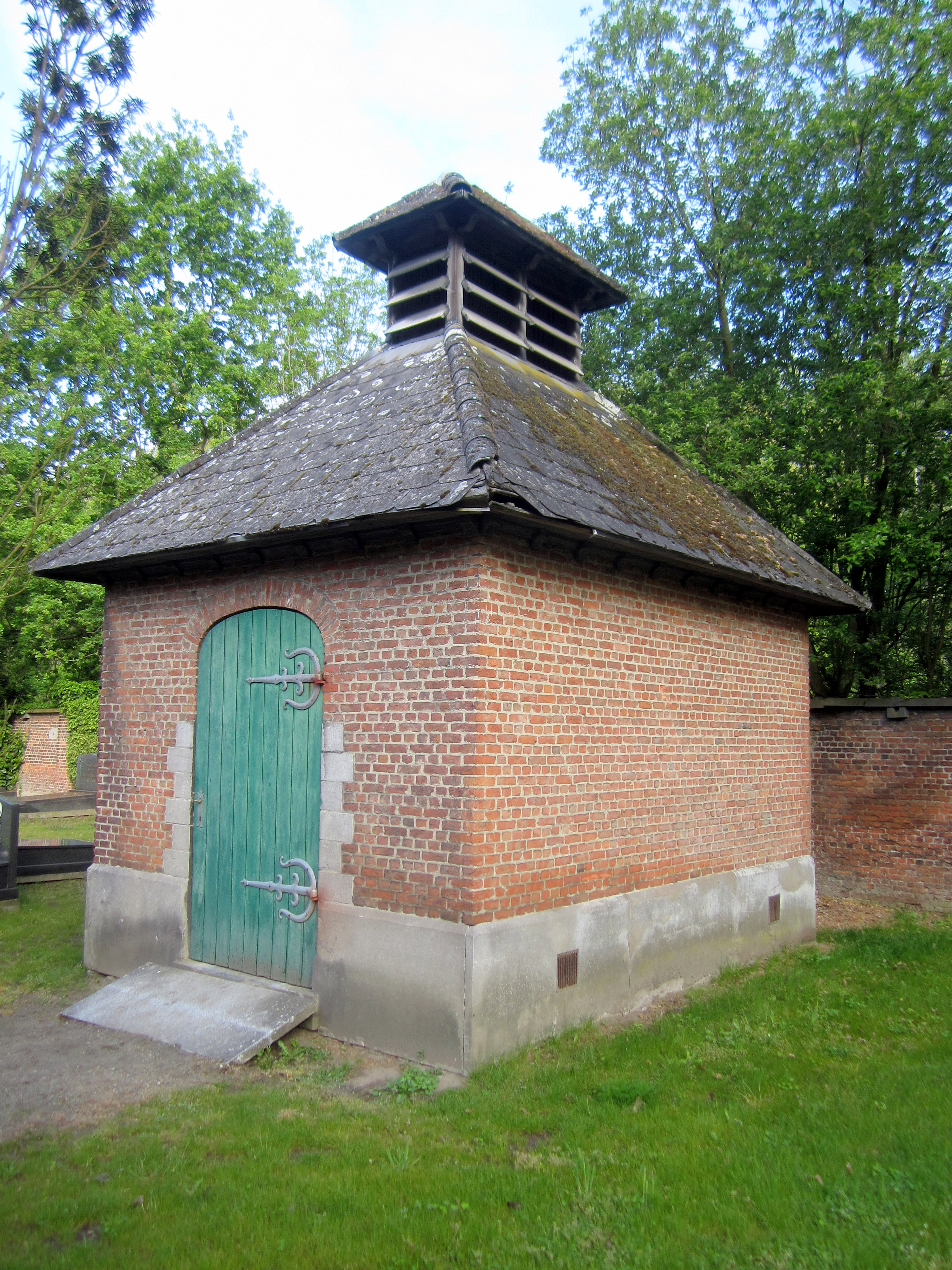
Het dodenhuisje

Voor het afleggen van personen die niet thuis maar op het openbaar domein overleden zoals verkeersslachtoffers, landlopers of zelfmoordenaars, was op de begraafplaats een 'dodenhuisje' voorzien.
Careels tekende het dodenhuisje op het einde van de hoofdas zodat het prominent aanwezig is. Het is voorzien van een onder- en boven verluchting om de lijkgeur zoveel mogelijk af te voeren. Binnen is, op twee gemetste muurtjes, een arduinen tafel voorzien voor het plaatsen van het lichaam voor eventueel onderzoek naar de doodsoorzaak. Het midden van de blauwe steen is uitgediept zodat lichaamsvochten niet langs de zijkanten van de tafel kunnen aflopen maar door een opening op het einde. De vloer van het dodenhuisje is uitgevoerd in aangestampte aarde zodat lichaamsvochten er kunnen indringen en de vloer niet glad maken.

### Zusters Ursulinen
Op het grondgebied van de gemeente bestond ten tijde van de aanleg van de begraafplaats reeds het klooster- en scholencomplex van de zusters Ursulinen en een godshuis van de Gasthuiszusters (nu Huyze De Pauw). De Ursulinen hadden vanaf 1850 een eigen “grafkelder van de Communauteit” op hun terrein. Later werden ook hun afgestorvenen begraven rond de parochiekerk. De overleden Gasthuiszusters van het godshuis werden eveneens op het kerkhof aan de kerk begraven.
Careels voorzag voor beide religieuze gemeenschappen op de nieuwe begraafplaats een afzonderlijk en afgebakend perk. In de kloostermuur – die het domein van de Ursulinen omsluit en vermoedelijk tezelfdertijd als de kerkhofmuur werd opgetrokken – voorzagen de Ursulinen een eenvoudige en discrete deur tegenover de toegangspoort van hun perk op de nieuwe begraafplaats. Deze gebruikten ze uitsluitend om met hun lijkstoeten de Kerkhoflei over te steken naar hun begraafplaats, alwaar ze hun afgestorven medezusters begroeven. Deze deur is nog altijd aanwezig.

## Historiek

### Aanleiding, ontwerp en aanleg

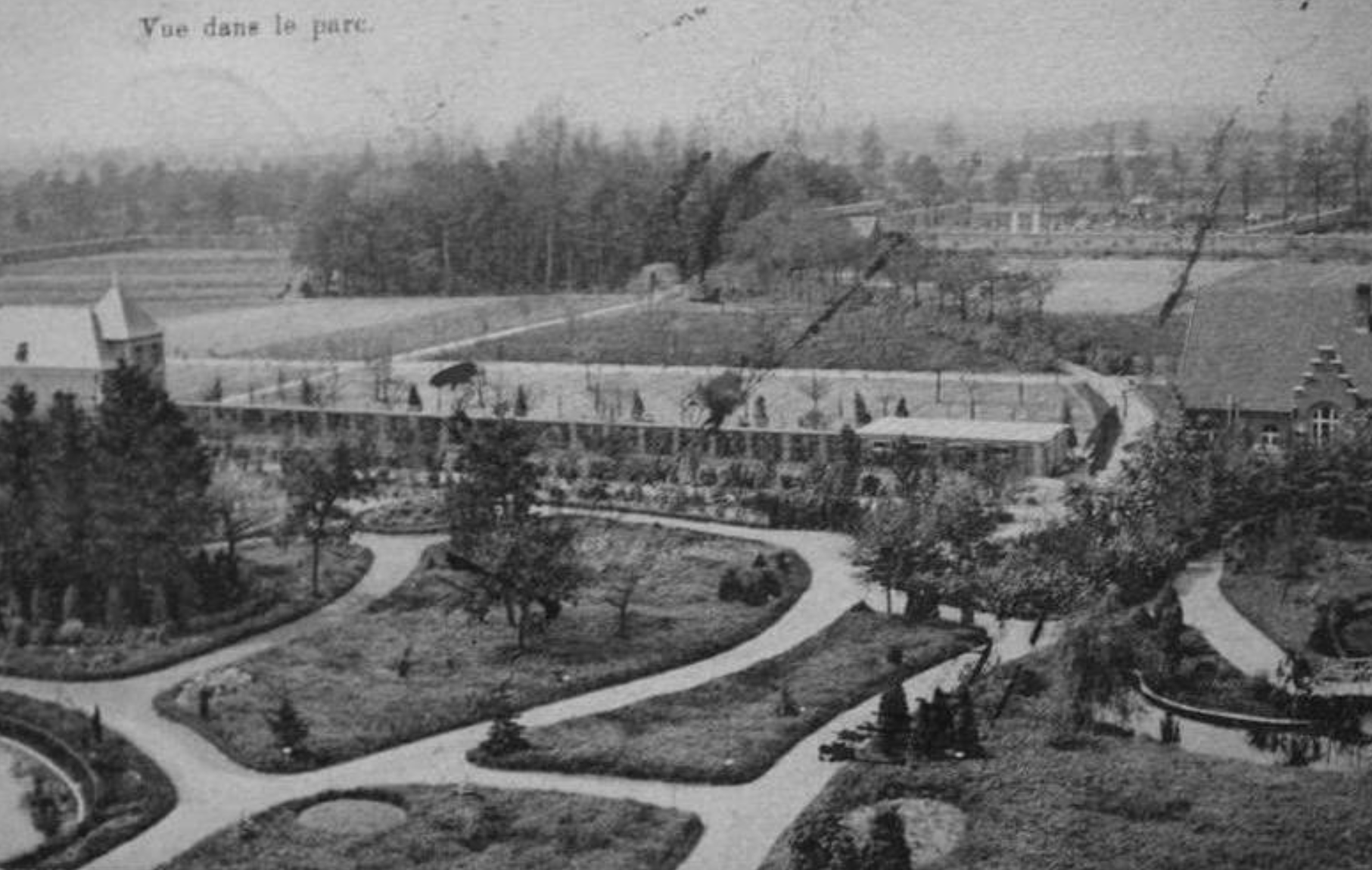
Zicht vanuit het Ursulinenklooster rond 1911, met de toen vijf jaar oude begraafplaats rechtsboven in beeld. Zie aldaar met name de twee kolommen die de ingang markeren.

Door de toename van de bevolking van de Onze-Lieve-Vrouw parochie van Onze-Lieve-Vrouw-Waver werd de parochiekerk te klein en werd uitgezien naar een oplossing. Het ‘kerkhof’ was zoals in andere dorpen rond de kerk gelegen en bij uitbreiding van de kerk – en om te voldoen aan de wetgeving – zou de begraafplaats ergens anders moeten worden ingericht.
In de loop van het jaar 1900 liet het gemeentebestuur haar oog vallen op een stuk grond aan de Waverschen Dijk. Maar de aankoopprijs en de opvulling van de grond om te voldoen aan de eisen van de provinciale gezondheidsinspectie was te hoog. In de gemeenteraadszitting van 20 juni 1901 werd beslist over te gaan tot de aankoop van gronden aan de Dreef d’Oultremont (nu Kerkhoflei).
Begin 1902 maakte provinciaal bouwmeester Eduard Careels een ontwerpplan voor de nieuwe begraafplaats en na een paar wijzigingen werd het in de gemeenteraad van 1 december 1904 goedgekeurd.
Op 21 september 1905 werden de werken toegewezen aan ondernemer Cyriel Van Roey uit Blaasveld. De werkzaamheden waren eind 1906 klaar. In maart 1907 werd de beplanting aangepakt. De gekende Waverse boomkwekerij Louis Lens leverde 43 bomen en struiken, waarvan er een aantal anno 2022 nog staan. De bomen en struiken werden geplant door Jan Baptist Janssens die terzijde gestaan werd door Petrus Van Dessel.

### Eerste Wereldoorlog
Eind september 1914 trok de Duitse bezetter door Onze-Lieve-Vrouw-Waver richting het fort van Koningshooikt. Ze kozen de pas aangelegde begraafplaats als verdedigingsstelling en kapten schietgaten in de twee muren richting het fort. De openingen zijn nog aanwezig, maar werden langs de kant van de begraafplaats met cement dichtgemaakt.

### Tweede Wereldoorlog
Bij de bevrijding van België van Nazi-Duitsland, trok het Britse leger door centraal België. Voor verzorging van gekwetste militairen en burgers werd van oktober 1944 tot juli 1946 in het Instituut van de zusters Ursulinen te Onze-Lieve-Vrouw-Waver een militair hospitaal ingericht. De overlevenden keerden in de lente van 1945 huiswaarts. Enkele van hen die de oorlog niet overleefden zijn op de gemeentelijke begraafplaats van Onze-Lieve-Vrouw-Waver ter aarde besteld.

### Jaren 1970

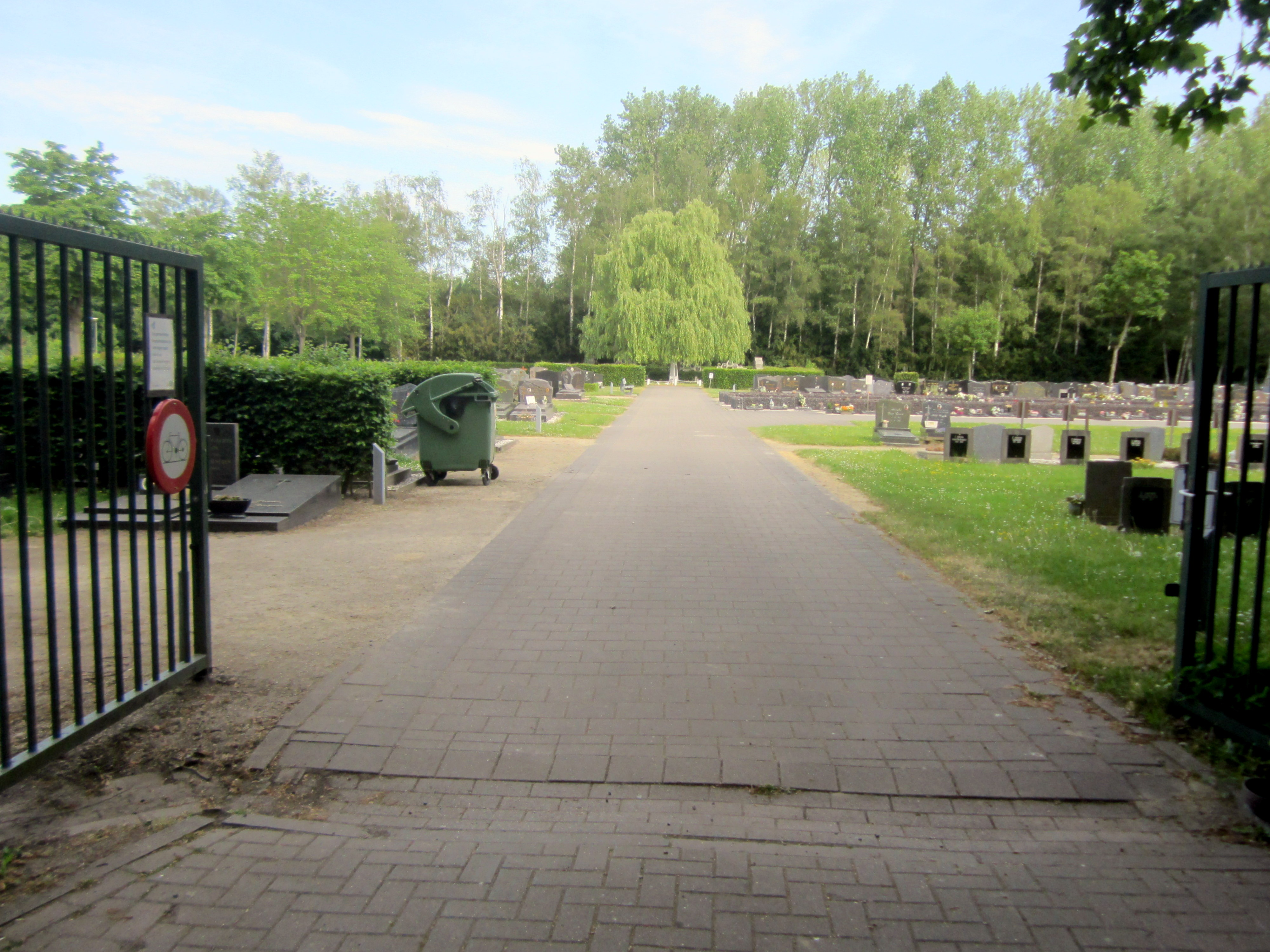
Ingang van de nieuwe begraafplaats, gelegen naast de oude. Aan de rechterkant het begraafperk van de zusters Ursulinen en het urnenveld. Op het einde van de hoofdlaan de strooiweide en het collumbarium.

Op het einde van de jaren 70 was de in 1910 aangelegde begraafplaats volledig ingenomen en werd op een naastliggend perceel een nieuwe begraafplaats ingericht. Op de oude begraafplaats werden nog wel bijzettingen in familiegraven gedaan, maar bij gebrek aan plaats geen nieuwe graven gemaakt.
De studie en het ontwerp voor de ‘nieuwe’ begraafplaats werd toevertrouwd aan de firma Belgroma (nu Sweco Belgium). Hun Waverse werknemer Louis Gommers (1929 – 2011), een zoon van voormalig burgemeester Jozef Gommers, werd aangesteld als dossierbeheerder. Louis Gommers voorzag meerdere perken voor graven volgens de geldende mogelijkheden, grafkelder of volle grond en de verscheidenheid van duur van concessies. De volledige begraafplaats werd voorzien van een drainage.

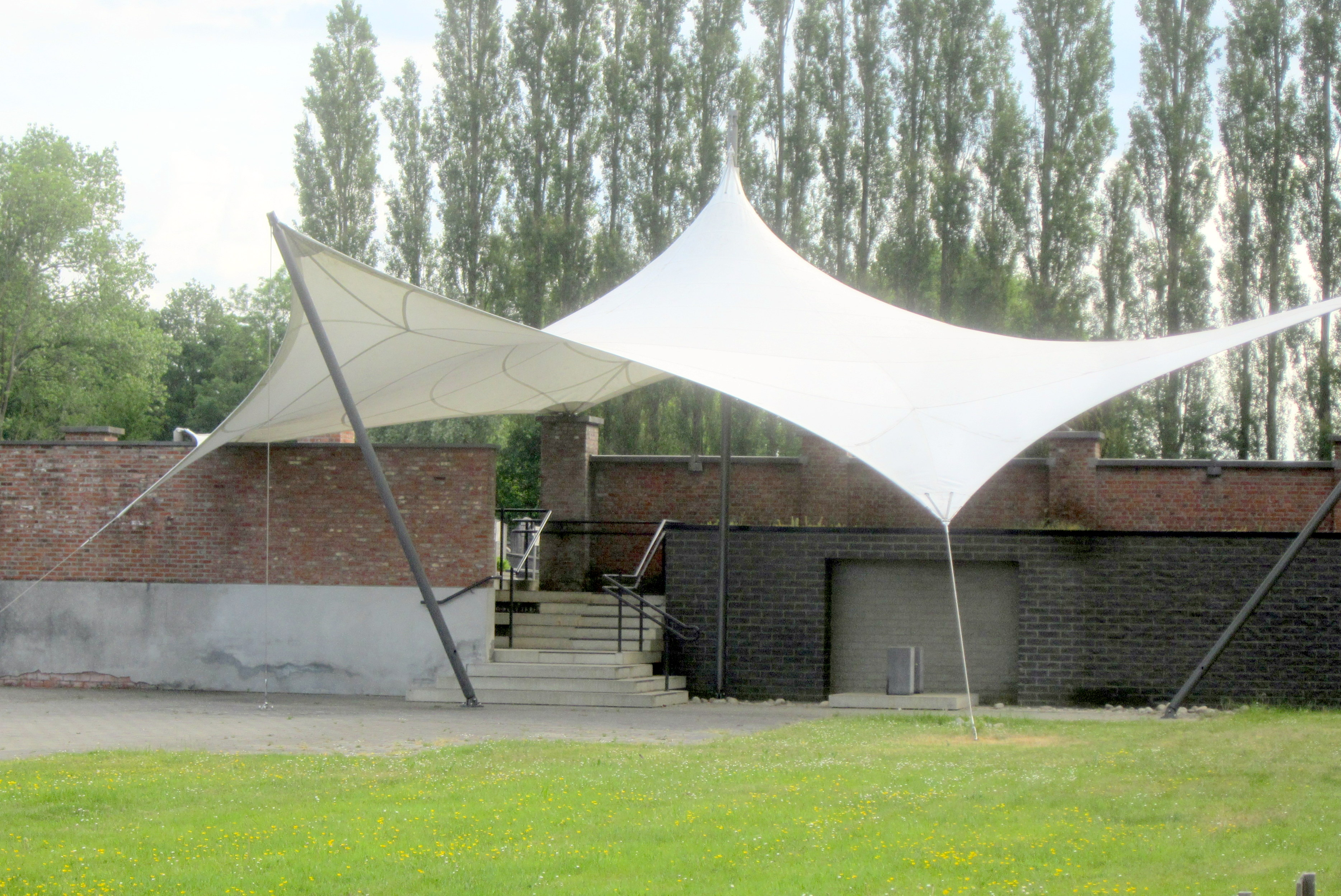
De groetplaats

De begraafplaats is voorzien van een strooiweide met rondom een columbarium. Wegens de toename van het aantal crematies werd later een urnenveld ingericht. De begraafplaats is voorzien van een overdekte groet- en afscheidsruimte naar een ontwerp van architecte Wendy Cornelis. De afscheidsruimte vormt tevens de overgang tussen de oude en de nieuwe begraafplaats.

### 21e eeuw
Aan het begin van de 21e eeuw werden op de ‘oude’ begraafplaats de perken van de zusters Ursulinen en van de Gasthuiszuster ontruimt of overgebracht naar afzonderlijke perken op de nieuwe begraafplaats. De Ursulinen kregen een ruim perk rechts naast de ingang, de Gasthuiszuster een ruimte in de rechter achterhoek.

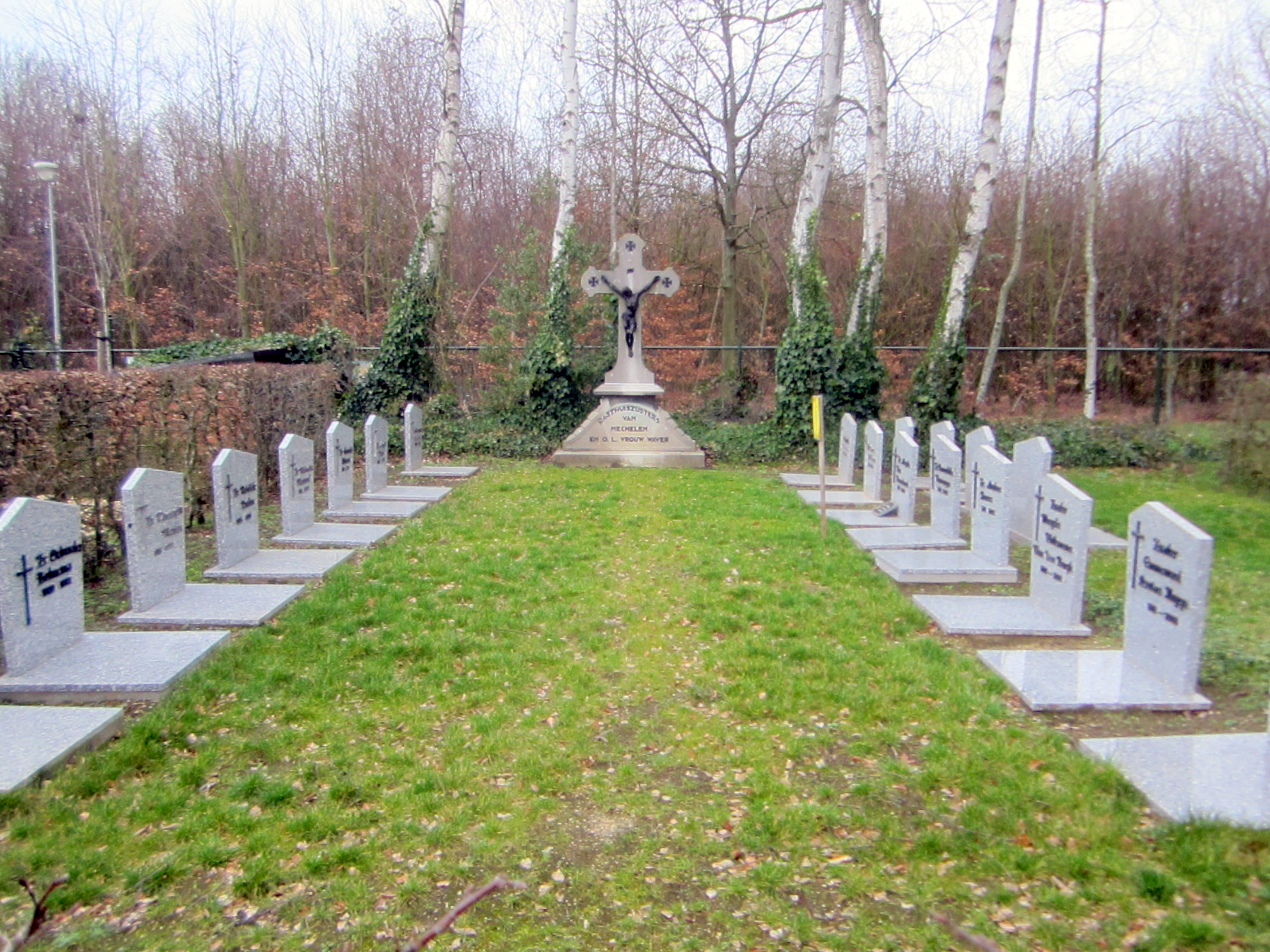
Nieuw begraafperk van de Gasthuiszusters
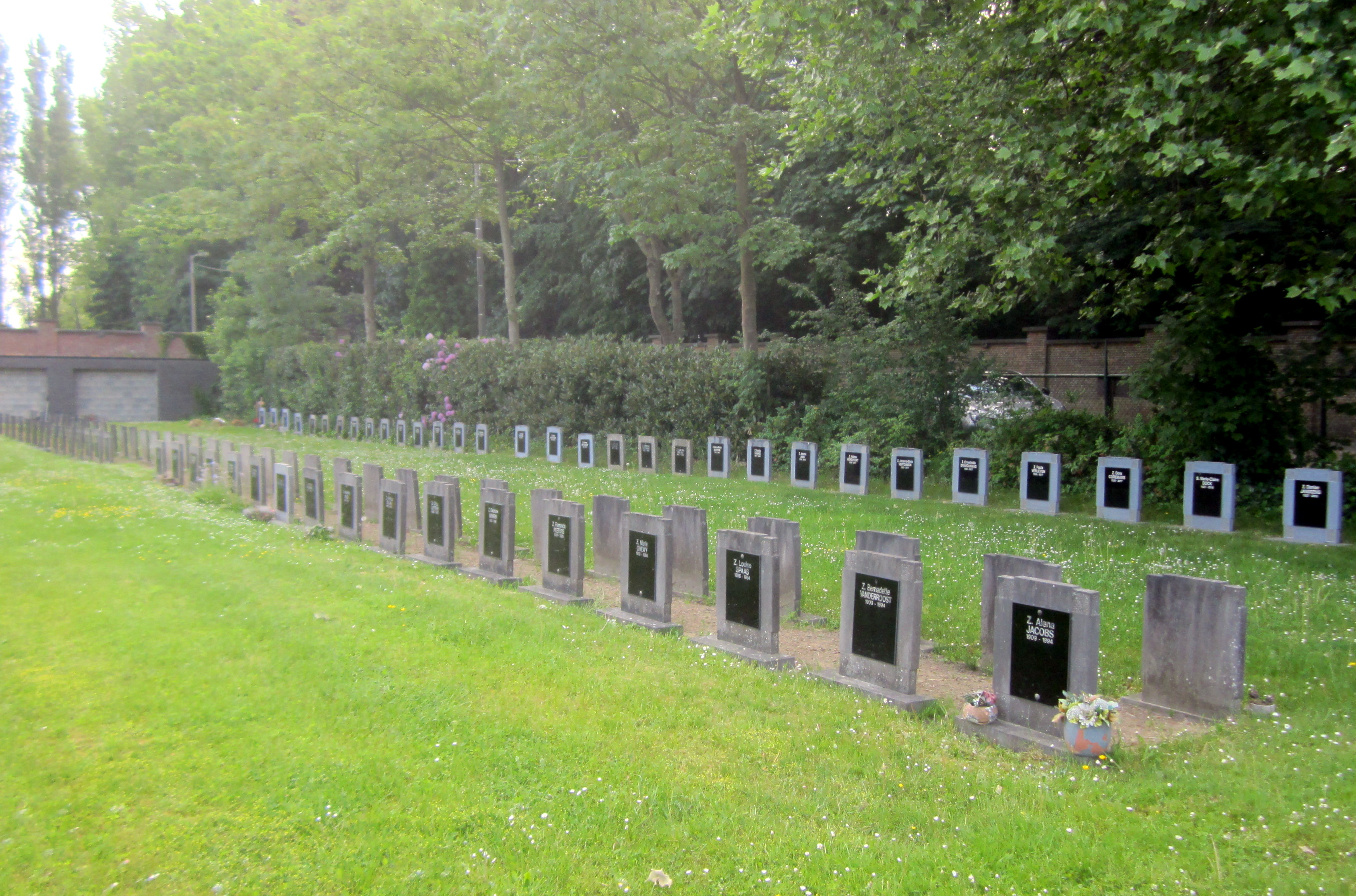
Nieuw begraafperk van de zusters Ursulinen
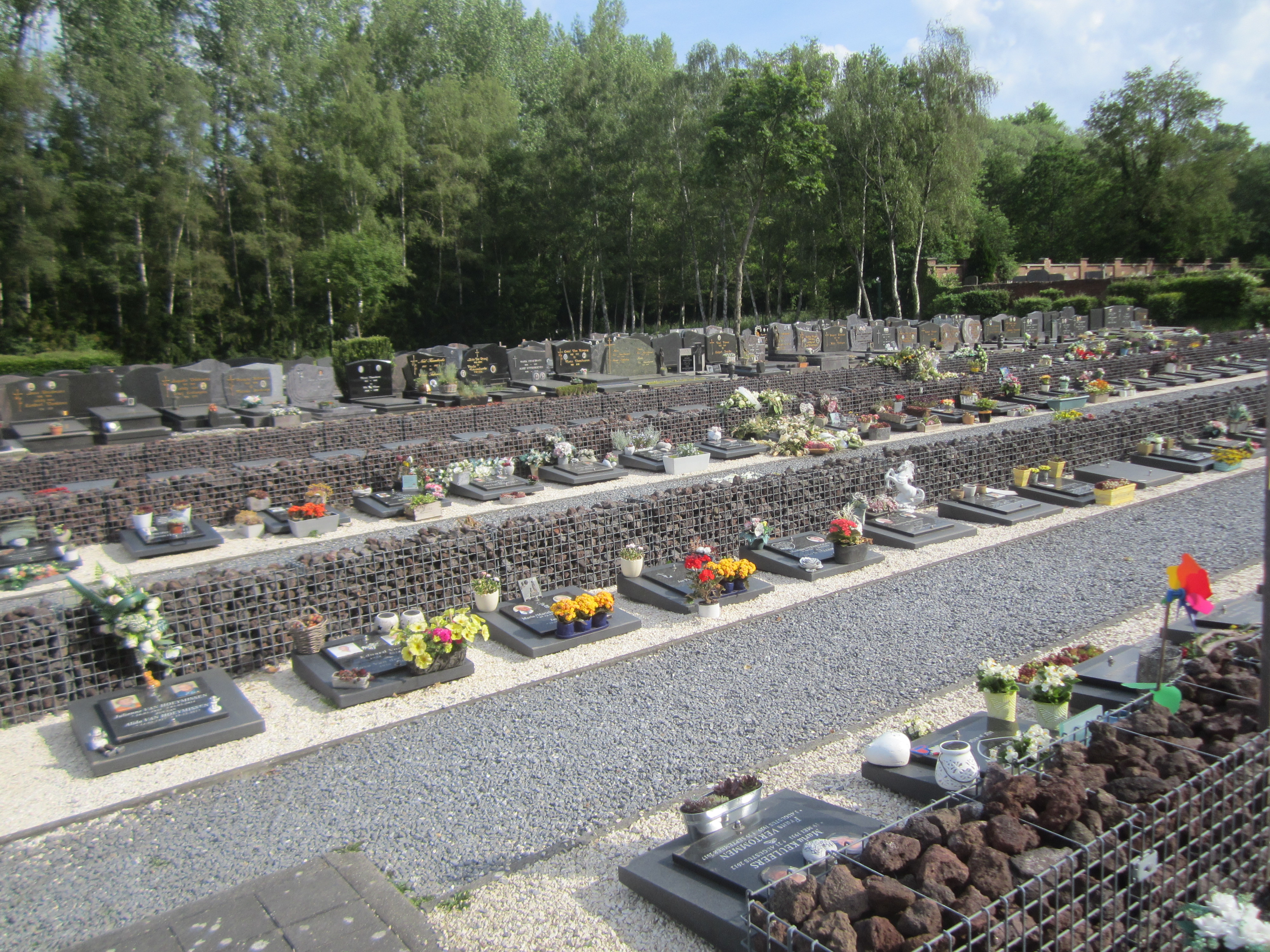
Urnenveld

## Graven

### Ereperk Oud-Strijders 14-18
Tijdens de Eerste Wereldoorlog werden de in de buurt gesneuvelde soldaten, zowel Belgische als Duitse, tijdelijk begraven op de pas ingerichte begraafplaats en na de oorlog ontgraven en overgebracht naar hun woonplaats of een militaire begraafplaats. Voorbeelden hiervan zijn Josephus Verhoeven (1889 – 1914) en soldaat 2e klasse Jean Marie Louis Leon Alphonse (Alfons) Vandermeulen (Tenneville, 12 februari 1891 – OLV-Waver, 29 september 1914), die beiden tien jaar na hun overlijden van OLV-Waver naar de militaire begraafplaats te Lier overgebracht zijn.
- Kapitein Commandant Hubert Durt (graf D 156), die op dezelfde dag als Vandermeulen te Onze-Lieve-Vrouw-Waver sneuvelde tijdens de Slag bij Slaap in 't Stro, werd na de oorlog niet opgegraven en rust er nog steeds.

Rondom zijn graf werd later een ereperk voor de oud-strijders opgericht met een obelisk waarop de namen van de acht Waverse gesneuvelde soldaten zijn ingekapt. Omdat het ereperk te klein werd opgevat, werden later oudstrijders ook op andere perken te rusten gelegd.
Tot in de jaren 1950 was dit een afzonderlijk perk, afgezoomd met een taxushaag. Naar aanleiding van de herdenking van het einde van de Eerste Wereldoorlog werd het ereperk in 2018 opnieuw afgesloten met een taxushaag, hoewel het perk toen in een verloederde staat verkeerde.

### Militaire graven uit de Tweede Wereldoorlog

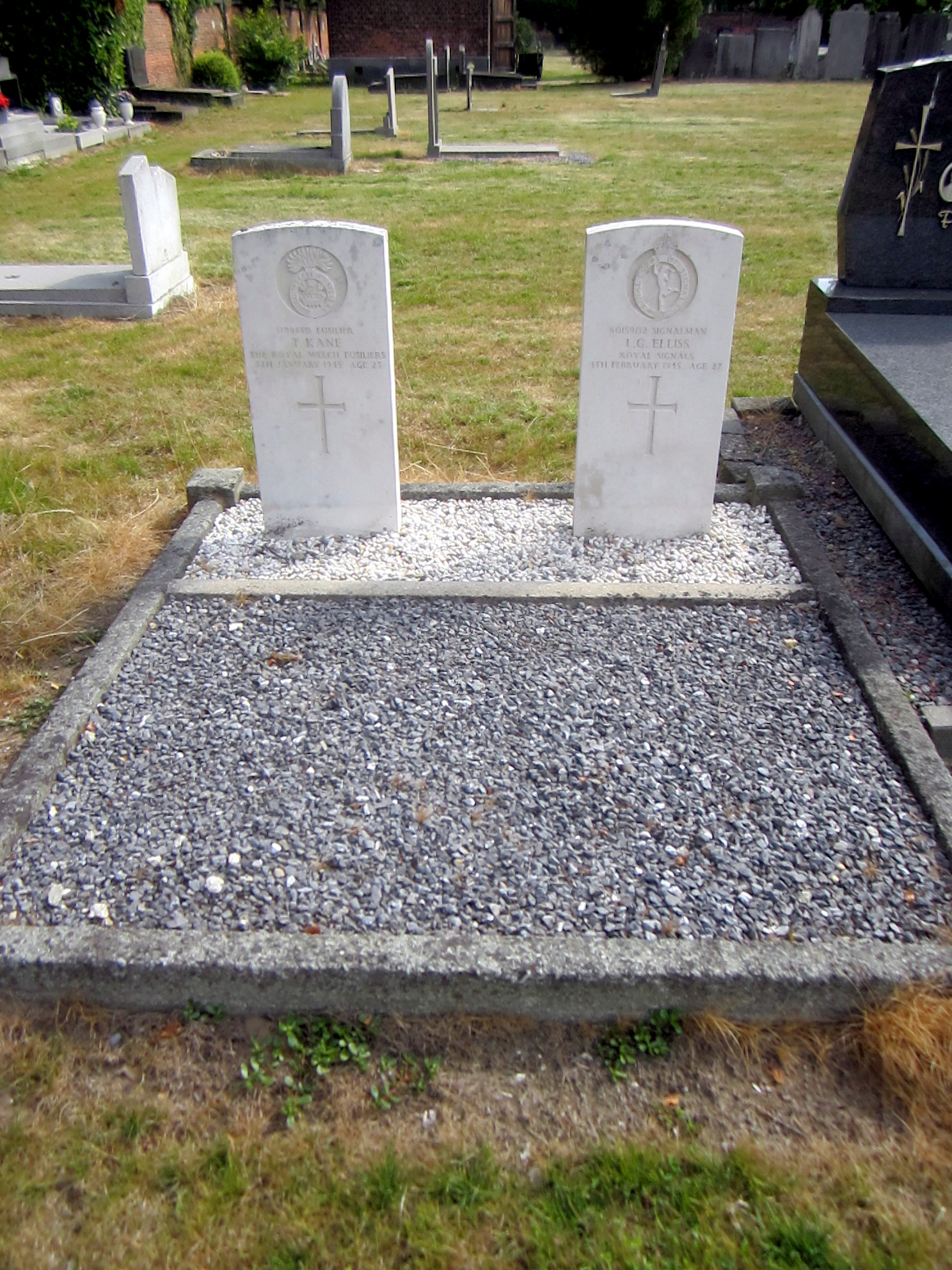
Grafperk van het Britse Gemenebest

Er zijn twee oorlogsgraven van het Britse Gemenebest uit de Tweede Wereldoorlog. Ze liggen naast elkaar in een klein grafperkje dat wordt onderhouden door de diensten van de Commonwealth War Graves Commission. Het betreft graven van twee militairen die overleden zijn in het Engels militair hospitaal dat in het Ursulinen instituut was ingericht:
- Lindsay Gordon Elliss (ca. 1918 – 4 februari 1945), een signalman van het Royal Corps of Signals.[16]
- Thomas Kane (ca.1922 – 8 januari 1945), een 23-jarige fusilier van de Royal Welch Fusiliers.[17]

### Lijst van belangrijke graven

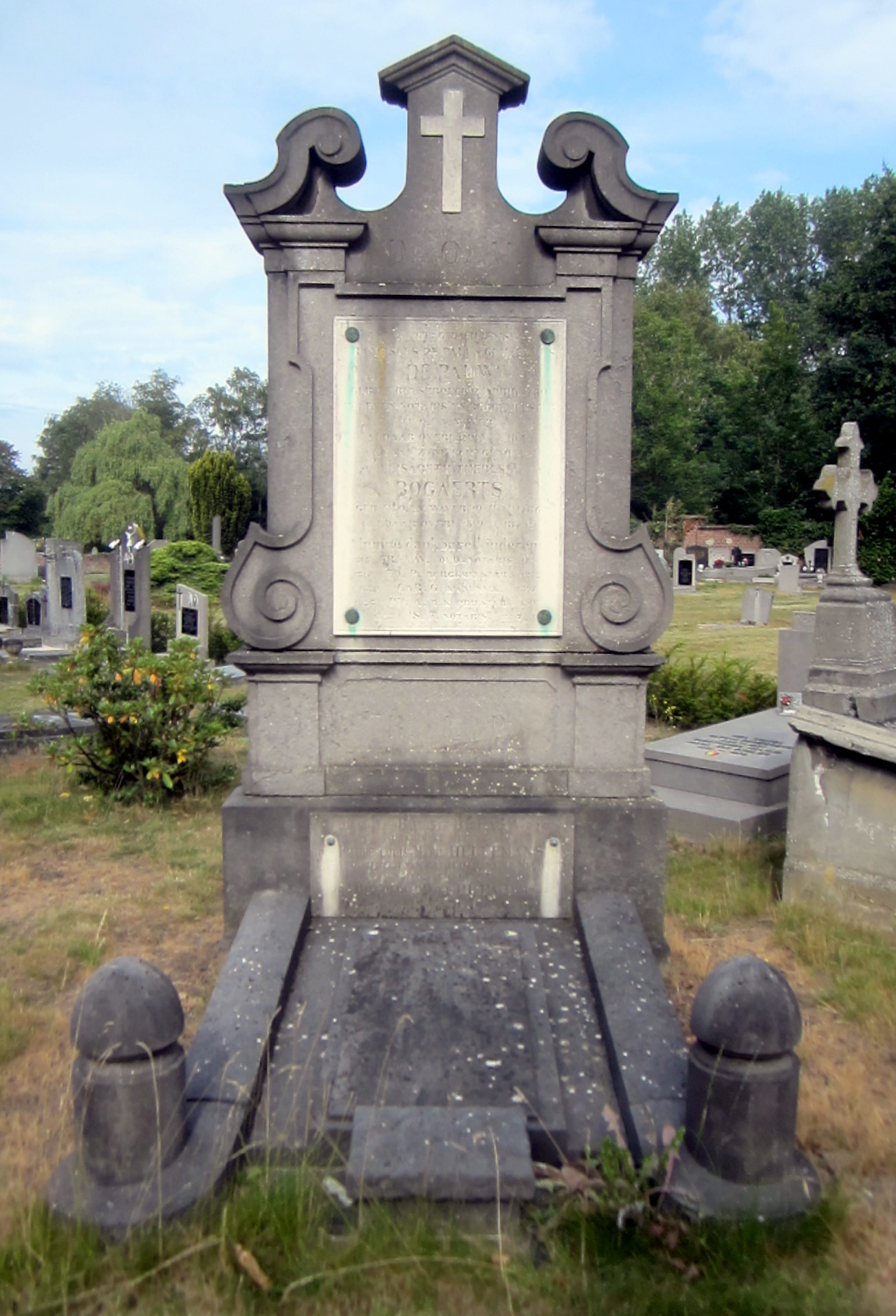
Grafmonument van de familie De Pauw dat tot 1910 tegen de muur van de dorpskerk stond en werd overgebracht naar de toen nieuwe begraafplaats.

Op de begraafplaats van Onze-Lieve-Vrouw-Waver bevinden zich geen grote grafkapellen of graven van adellijke personen, maar wel van belangrijke personen die het dorp lieten groeien en bloeien, samen met enkele notabelen uit de nationale en provinciale hoge burgerij.
 Opmerking De letters A, B, C, D van de grafnummers in onderstaande lijst verwijzen naar het grafperk — zie plattegrond in Ontwerp.
- A015: Duchateau, Henri (1866 - 1918) - Notaris van 1904 tot 1918.
- A015: Dutrecq, Jeaninne (1865 - 1939) - Stichtster oud-leerlingenbond Ursulinen.
- A016: Brouwers, Felix (Onze-Lieve-Vrouw-Waver, 1844 - aldaar, 1917) - Tuinbouwpionier.
- A017: Gommers, Jozef (Onze-Lieve-Vrouw-Waver, 1856 - aldaar, 1948) - Burgemeester van Onze-Lieve-Vrouw-Waver van 1919 tot 1938.
- A025: Hellemans, Edgard (1880 - 1959) - Voorzitter rechtbank te Mechelen.
- B008: Van Reeth, Denis (1858 - 1934) - Gemeentesecretaris.
- B011: Lens, Louis (Bonheiden, 1848 - Onze-Lieve-Vrouw-Waver, 1923) - Boomkweker.
- B012: Aerts, Felix (Hofstade, 1875 - Onze-Lieve-Vrouw-Waver, 1942) - Schoolhoofd, stichter plaatselijk Davidsfonds.
- B019: Simons, Jozef (1868 - 1918) - Pastoor van 1914 tot 1918.
- B019: Ulens, Joannes (Meerbeek, 1872 - Antwerpen, 1932) - Pastoor van Onze-Lieve-Vrouw-Waver van 1918 tot 1932.
- B019: Celens, Alfons (Oostmalle, 1877 - Onze-Lieve-Vrouw-Waver, 1943) - Pastoor van Onze-Lieve-Vrouw-Waver van 1932 tot 1943.
- C011: Lens, Louis (1924 - 2001) - Rozenveredelaar.
- C011: Lens, Victor (1889 - 1969) - Burgemeester van 1960 tot 1968.
- C013: Loos, Jerome (Minderhout, 1863 - Meer, 1932) - Erebestuurder der posterijen.
- C014: Loos, Louis Adriaan (Minderhout, 1859 - Hoogstraten, 1930) - Kantonale hoofdopziener van het lager onderwijs van Oudenaarde en Aalst, provinciale hoofdopziener van het lager onderwijs van Oost-Vlaanderen. Lid van de nationale verbeteringsraad van het middelbaar en lager onderwijs.
- C014: Loos, Jozef (Minderhout, 1890 - Emblem, 1955) - Pastoor van Emblem van 1936 tot 1955. Stichter van de parochie van O.L.V. van Altijddurende Bijstand te Deurne. Leger-aalmoezenier, vuurkruiser 1914-1918.
- C014: Loos, Elisa (Minderhout, 1883 - Mechelen, 1917) - Gasthuiszuster te Onze-Lieve-Vrouw-Waver.
- C014: Loos, Alice (Minderhout, 1888 - Onze-Lieve-Vrouw-Waver, 1960) - Gasthuiszuster – overste te Onze-Lieve-Vrouw-Waver.
- C015: De Taffe, Julien Adolphe (Schaarbeek, 1888 - Ukkel, 1972) - Druivenkweker te Hoeilaart.
- C016: De Vreese, Maurits (Menen, 1870 - Mechelen, 1951) - Architect, provinciaal werktoezichter van de provincie Antwerpen.
- C021: Notelteirs, Paul (Onze-Lieve-Vrouw van Waver, 1835 - aldaar, 1904) - Ere-directeur Belgische staatsveiligheid, stichter fanfare Graaf d’ Elissem.
- C118: Buys, Maria (Onze-Lieve-Vrouw van Waver, 1906 - Duffel, 1959) - Dichteres lied van Onze-Lieve-Vrouw van Waver.
- D009: Schuyten, Hendrik (1886 - 1968) - Voorzitter plaatselijk Davidsfonds van 1932 tot 1945.
- D015: Fleerackers, Jan-Baptist (1882 - 1959) - Burgemeester van 1939 tot 1942 en van 1944 tot 1959.
- D019: De Pauw, Franciscus Guilielmus (Ruisbroek, 1780 - Onze-Lieve-Vrouw-Waver, 1843) - Notaris, burgemeester van 1830 tot 1836.
- D019: De Pauw, Franciscus Xaverius (Onze-Lieve-Vrouw-Waver, 1814 - Mechelen, 1890) - Notaris te Onze-Lieve-Vrouw-Waver van 1844 tot 1847.
- D019: De Pauw, Eduard Petrus (Onze-Lieve-Vrouw-Waver, 1817 - aldaar, 1882) - Burgemeester van Onze-Lieve-Vrouw-Waver van 1861 tot 1882, provinciaal raadslid van de provincie Antwerpen.
- D019: De Pauw, Carolus Guilielmus (Onze-Lieve-Vrouw-Waver, 1820 - 1897) - Aartsdiaken van het kapittel van Sint-Rombouts te Mechelen.
- D019: De Pauw, Philippus Augustus (Onze-Lieve-Vrouw-Waver, 1824 - 1909) - Onderpastoor in de Sint-Jacobsparochie te Antwerpen.
- D019: De Pauw, Franciscus Isidorus (Onze-Lieve-Vrouw-Waver, 1828 - aldaar, 1894) - Notaris, schepen te Onze-Lieve-Vrouw-Waver.
- D156: Durt, Hubert (Vlissingen, 1870 - Onze-Lieve-Vrouw-Waver, 1914) - Sneuvelde als kapitein-commandant te Onze-Lieve-Vrouw-Waver op 29 september 1914.
- D157: Vandevelde, Robert (1888 - 1918) - Sneuvelde ten gevolge van de Spaanse griep.

## Andere begraafplaatsen in Sint-Katelijne-Waver
De begraafplaats van O.-L.-V.-Waver is slechts één van vier begraafplaatsen die de gemeente Sint-Katelijne-Waver rijk is. Deze gemeente bestaat uit Centrum Sint-Katelijne-Waver met de gehuchten Elzestraat, Pasbrug-Nieuwendijk en de deelgemeente Onze-Lieve-Vrouw-Waver. Deze vier kernen hebben elk een eigen parochiekerk en een begraafplaats: begraafplaats Sint-Katelijne-Waver aan de Stationsstraat – Zonstraat, ligt in het centrum van de gemeente. Begraafplaats Elzestraat ligt aan de Liersesteenweg en begraafplaats Pasbrug-Nieuwendijk aan de Borgersteinlei. Voor de aanleg van het urnenveld op laatstgenoemde begraafplaats heeft het urnenveld van begraafplaats O.-L.-V.-Waver als voorbeeld gediend.